# 78578 Donpettit
78578 Donpettit è un asteroide della fascia principale. Scoperto nel 2002, presenta un'orbita caratterizzata da un semiasse maggiore pari a 2,5769646 UA e da un'eccentricità di 0,0391088, inclinata di 3,04536° rispetto all'eclittica.
L'asteroide è dedicato all'astronauta statunitense Donald Pettit.